# بويرتو كابيزاس
بويرتو كابيزاس (بالإسبانية: Puerto Cabezas)‏ هي مدينة، في نيكاراغوا، تقع في ريجيون أوتونوما ديل أتلانتيكو نورت، وهي عاصمتها، تبلغ مساحتها 5,985 كيلومتر مربع، رمزها البريدي هو 71000.

## المناخ
يظهر الجدول التالي التغييرات المناخية على مدار السنة لبويرتو كابيزاس:
| البيانات المناخية لـبويرتو كابيزاس | البيانات المناخية لـبويرتو كابيزاس | البيانات المناخية لـبويرتو كابيزاس | البيانات المناخية لـبويرتو كابيزاس | البيانات المناخية لـبويرتو كابيزاس | البيانات المناخية لـبويرتو كابيزاس | البيانات المناخية لـبويرتو كابيزاس | البيانات المناخية لـبويرتو كابيزاس | البيانات المناخية لـبويرتو كابيزاس | البيانات المناخية لـبويرتو كابيزاس | البيانات المناخية لـبويرتو كابيزاس | البيانات المناخية لـبويرتو كابيزاس | البيانات المناخية لـبويرتو كابيزاس | البيانات المناخية لـبويرتو كابيزاس |
| الشهر                              | يناير                              | فبراير                             | مارس                               | أبريل                              | مايو                               | يونيو                              | يوليو                              | أغسطس                              | سبتمبر                             | أكتوبر                             | نوفمبر                             | ديسمبر                             | المعدل السنوي                      |
| ---------------------------------- | ---------------------------------- | ---------------------------------- | ---------------------------------- | ---------------------------------- | ---------------------------------- | ---------------------------------- | ---------------------------------- | ---------------------------------- | ---------------------------------- | ---------------------------------- | ---------------------------------- | ---------------------------------- | ---------------------------------- |
| متوسط درجة الحرارة الكبرى °م (°ف)  | 29.7 (85.5)                        | 29.7 (85.5)                        | 30.5 (86.9)                        | 31.3 (88.3)                        | 31.8 (89.2)                        | 31.4 (88.5)                        | 30.8 (87.4)                        | 31.2 (88.2)                        | 31.2 (88.2)                        | 31.6 (88.9)                        | 30.8 (87.4)                        | 29.7 (85.5)                        | 30.8 (87.5)                        |
| المتوسط اليومي °م (°ف)             | 25.0 (77.0)                        | 24.5 (76.1)                        | 26.5 (79.7)                        | 27.2 (81.0)                        | 27.8 (82.0)                        | 27.5 (81.5)                        | 27.1 (80.8)                        | 27.1 (80.8)                        | 27.0 (80.6)                        | 26.3 (79.3)                        | 25.8 (78.4)                        | 25.4 (77.7)                        | 26.4 (79.6)                        |
| متوسط درجة الحرارة الصغرى °م (°ف)  | 18.8 (65.8)                        | 18.6 (65.5)                        | 19.8 (67.6)                        | 20.9 (69.6)                        | 21.8 (71.2)                        | 22.0 (71.6)                        | 21.9 (71.4)                        | 22.0 (71.6)                        | 22.2 (72.0)                        | 21.6 (70.9)                        | 20.8 (69.4)                        | 19.3 (66.7)                        | 20.8 (69.4)                        |
| الهطول مم (إنش)                    | 148 (5.8)                          | 83 (3.3)                           | 48 (1.9)                           | 54 (2.1)                           | 183 (7.2)                          | 378 (14.9)                         | 414 (16.3)                         | 370 (14.6)                         | 303 (11.9)                         | 338 (13.3)                         | 278 (10.9)                         | 202 (8.0)                          | 2٬799 (110.2)                      |
| متوسط الأيام الممطرة (≥ 1.0 mm)    | 16                                 | 11                                 | 7                                  | 8                                  | 12                                 | 20                                 | 23                                 | 22                                 | 20                                 | 20                                 | 19                                 | 20                                 | 198                                |
| المصدر: Hong Kong Observatory      |                                    |                                    |                                    |                                    |                                    |                                    |                                    |                                    |                                    |                                    |                                    |                                    |                                    |

## مدن توأم
المدن التوأم:
- برلينغتون
- Luleå Municipality [الإنجليزية]‏
- سانت بيري دي رايبيس.